# Джуно (окръг, Уисконсин)
Вижте пояснителната страница за други значения на Джуно.
Окръг Джуно (на английски: Juneau County) е окръг в щата Уисконсин, Съединени американски щати. Площта му е 2082 km², а населението - 26 718 души (1 април 2020). Административен център е град Мостън.